# Poecilopeplus flavescens
Poecilopeplus flavescens är en skalbaggsart som beskrevs av Rosenberg 1898. Poecilopeplus flavescens ingår i släktet Poecilopeplus och familjen långhorningar. Inga underarter finns listade i Catalogue of Life.